# Eva-Maria Bast
Eva-Maria Bast (* 7. November 1978 in München) ist eine deutsche Journalistin und Schriftstellerin.

## Leben und Wirken
Eva-Maria Bast ist die Tochter des Künstlers Alfred Bast. Sie lebt und arbeitet als freie Journalistin und Autorin in Überlingen am Bodensee. Ihre Berichte befassen sich schwerpunktmäßig mit Politik, Geschichte oder Menschen in besonderen oder schwierigen Lebenssituationen.
2005 gründete sie das Presse- und Literaturbüro Schriftwerk Bodensee, das 2011 in das Journalistenbüro Büro Bast & Thissen überging. Eva-Maria Bast initiierte und schrieb die Buchreihe „Geheimnisse der Heimat“, die 2011 in der Edition Südkurier startete und rasch zu einem regionalen Bestseller wurde. Die Reihe wird seither laufend erweitert und lag 2015 bei einer Gesamtauflage von rund 120.000 Exemplaren. Eva-Maria Bast ist selbst Autorin der Reihe und arbeitet mit verschiedenen Co-Autoren/-innen zusammen.
Seit Juni 2015 ist Eva-Maria Bast Gastdozentin an der Hochschule der Medien Stuttgart.

## Privates
Eva-Maria Bast ist Mutter von fünf Kindern und mit Thomas Bast verheiratet, von dem sie zwischenzeitlich vier Jahre getrennt war.
Von 2018 bis 2021 war sie mit dem ehemaligen Würzburger Oberbürgermeister Christian Schuchardt liiert. Von ihm ist auch das jüngste Kind (* 2020).

## Publikationen
Geheimnisse der Heimat
Seit 2011 erscheint die Reihe Geheimnisse der Heimat, deren Bände Bast jeweils mit einem Co-Autor verfasst. Sie erscheint im Verlag Bast Medien GmbH. Alle Bände sind illustriert und enthalten eine Mischung aus bekannten und weniger bekannten Geschichten und Berichten aus der Vergangenheit der jeweiligen Stadt, ergänzt durch Hinweise auf mehr oder weniger vertraute Sehenswürdigkeiten.
Bisher sind über 80 Bände über die Städte und Orte z. B. Aalen, Aschaffenburg, Bad Cannstatt, Bamberg, Bayreuth, Berlin, Bremen und Nordsee, Darmstadt, Donaueschingen, Dresden, Esslingen am Neckar, Erlangen, Flensburg, Friedrichshafen, Hamburg 1+2, Hannover  1+2, Jena, Konstanz 1+2, Leipzig, München, Regensburg, Schwäbisch Gmünd, Stuttgart, Sylt, Tübingen, Überlingen 1+2, Villingen-Schwenningen und Würzburg erschienen.
Ebenfalls erschienen ist ein Geheimnisbuch für Kinder im Bodenseeraum und für die Schwarzwaldregion sowie in Zusammenarbeit mit „Die Welt“ die Geheimnisse der Redewendungen sowie die Geheimnisse der Erfindungen.
Kriminalromane
- Vergissmichnicht. Gmeiner-Verlag, Meßkirch 2012, ISBN 978-3-8392-1338-4
- Tulpentanz. Gmeiner-Verlag, Meßkirch 2013, ISBN 978-3-8392-1413-8

Bücher zur Jahrhundertsaga
- Mondjahre. Gmeiner-Verlag, Meßkirch 2014, ISBN 978-3-8392-1545-6
- Kornblumenjahre. Gmeiner-Verlag, Meßkirch 2015, ISBN 978-3-8392-4664-1
- Dornenjahre. Gmeiner-Verlag, Meßkirch 2016, ISBN 978-3-8392-1976-8
- Wolkenjahre. Gmeiner-Verlag, Meßkirch 2018, ISBN 978-3-8392-2277-5[5]
- Margeritenjahre. Gmeiner-Verlag, Meßkirch 2020, ISBN 978-3-8392-2735-0[6]

Kalenderblätter – 52 faszinierende Geschichten quer durch die Jahrhunderte
- Konstanzer Kalenderblätter. Bast Medien, Überlingen 2016, ISBN 978-3-946581-04-8
- Münchner Kalenderblätter. Bast Medien, Überlingen 2016, ISBN 978-3-946581-11-6

Verschwundene Orte – 52 faszinierende Geschichten quer durch die Jahrhunderte
- Verschwundene Orte in Überlingen. Bast Medien, Überlingen 2018, ISBN 978-3-946581-60-4[7]
- Münchens Verschwundene Orte. Bast Medien, Überlingen 2020, ISBN 978-3-946581-76-5
- Darmstadts Verschwundene Orte. Bast Medien, Überlingen 2021, ISBN 978-3-946581-83-3
- Hamburgs Verschwundene Orte: Bast Medien, Überlingen 2021, ISBN 978-3-946581-82-6
- Nürnbergs Verschwundene Orte. Bast Medien, Überlingen 2022, ISBN 978-3-946581-86-4

Women's History – Frauen in der Geschichte
- Dresdner Frauen: Historische Lebensbilder aus der Stadt an der Elbe. Bast Medien, Überlingen 2018, ISBN 978-3-946581-59-8[8]
- Leipziger Frauen: Historische Lebensbilder aus der Bürgerstadt. Bast Medien, Überlingen 2019, ISBN 978-3-946581-72-7
- Hamburger Frauen: Historische Lebensbilder aus der Stadt an der Elbe. Bast Medien, Überlingen 2019, ISBN 978-3-946581-66-6
- Nürnberger Frauen: Historische Lebensbilder aus der Noris: Bast Medien, Überlingen 2020, ISBN 978-3-946581-77-2
- Miss Würzburg.  Gmeiner-Verlag, Meßkirch 2022, ISBN 978-3-8392-0173-2

Bedeutende Frauen, die die Welt verändern
- Die vergessene Prinzessin. Piper Taschenbuch, München 2021, ISBN 978-3-492-06260-2
- Die aufgehende Sonne von Paris. Piper Taschenbuch, München 2022, ISBN 978-3-492-06259-6
- Die Queen (Die Queen 1), Piper Taschenbuch, München 2022, ISBN 978-3-492-06378-4
- Die Queen (Die Queen 2), Piper Taschenbuch, München 2023, ISBN 978-3-492-06380-7
- Die Queen (Die Queen 3) Piper Taschenbuch, München 2023, ISBN 978-3-492-06379-1
- Sisis Schwester. Piper Taschenbuch, München 2023, ISBN 978-3-492-06371-5
- Queen Mum. Piper Taschenbuch München 2024, ISBN 978-3-492-06472-9

Die Backdynastie – Die Frauen der Backmanufaktur 
- Vanilletage. Aufbau Taschenbuch, Berlin 2022, ISBN 978-3-8412-3080-5
- Zuckerjahre.Aufbau Taschenbuch, Berlin 2023, ISBN 978-3-8412-3111-6
- Zimtträume. Aufbau Taschenbuch, Berlin 2023, ISBN 978-3-7466-3848-5

Historische Abenteuerromane
- Miss Bly und die Wette gegen Jules Verne, Blan Valet, München 2023, ISBN  978-3-7645-0815-9

mit Jørn Precht unter dem Pseudonym Charlotte Jacobi
- Die Villa am Elbstrand (Elbstrand-Saga 1). Piper Taschenbuch, München 2018, ISBN 978-3-492-31351-3
- Sehnsucht nach der Villa am Elbstrand (Elbstrand-Saga 2). Piper Taschenbuch, München 2019, ISBN 978-3-492-31489-3
- Sturm über der Villa am Elbstrand (Elbstrand-Saga 3). Piper Taschenbuch, München 2020, ISBN 978-3-492-31525-8
- Die Douglas Schwestern. Piper Taschenbuch, München 2020, ISBN 978-3-492-31647-7
- Die Patisserie am Münsterplatz – Zeitenwandel (Die Kuchenkönigin von Straßburg 1). Piper Taschenbuch, München 2021, ISBN 978-3-492-31648-4
- Die Patisserie am Münsterplatz – Schicksalsjahre (Die Kuchenkönigin von Straßburg 2). Piper Taschenbuch, München 2021, ISBN 978-3-492-31649-1
- Die Patisserie am Münsterplatz – Neuanfang (Die Kuchenkönigin von Straßburg 3). Piper Taschenbuch, München 2021, ISBN 978-3-492-31713-9
- Die Douglas Schwestern (Teil 2). Das Paradies der Düfte, Piper Taschenbuch, München 2022, ISBN 978-3-492-31822-8
- Das Haus der Perlen – Schimmern der Hoffnung (Perlen-Saga 1), Piper Taschenbuch, München 2023, ISBN 978-3-492-31811-2

mit Jørn Precht unter dem Pseudonym Romy Herold
- Das Marzipan-Schlösschen, Roman, Blanvalet, München 2021, ISBN 978-3-7341-0971-3
- Die Lebkuchen-Prinzessin, Roman, Blanvalet, München 2022, ISBN 978-3-7341-1087-0

Ein vierteljährlich erscheinendes Magazin, in dem wahre Frauengeschichten aus vergangenen Zeiten erzählt werden. Nach fünf Ausgaben wurde es Ende Februar 2018 eingestellt. Ein Neustart in Kooperation mit Funke One wurde nach drei Ausgaben wieder eingestellt.

## Preise und Auszeichnungen
Im Jahr 2012 erhielt Eva-Maria Bast den Deutschen Lokaljournalistenpreis der Konrad-Adenauer-Stiftung in der Kategorie Geschichte für das Konzept der Geheimnisse der Heimat im Südkurier.
Eine Auszeichnung für weibliche Medienmacher: newsroom.de, das Nachrichtenportal für Journalisten und Medienmacher, hat 2013 unter dem Titel „Die500“ eine Initiative gestartet, bei der „weibliche Spitzenkräfte“ der Medienwelt gesucht wurden. 500 Frauen wurden ausgewählt, darunter auch Eva-Maria Bast. Newsroom.de widmet den ausgezeichneten Frauen einen Bildband.
Im Jahr 2014 erhielt Eva-Maria Bast den Deutschen Lokaljournalistenpreis der Konrad-Adenauer-Stiftung in der Kategorie Gesellschaft für die Serie  Rolltreppe des Lebens im Südkurier.

## Rezensionen
- Martin Baur: Nach 14 Tagen die zweite Auflage. In: Südkurier vom 30. November 2011.
- Maria Schorpp: Verbrechen und Liebe. In: Südkurier vom 19. September 2012.